# Saint Paul Capisterre
Saint Paul Capisterre (conosciuto anche come Saint Paul's) è un villaggio di Saint Kitts e Nevis, situato nell'isola di Saint Kitts, capoluogo della parrocchia di Saint Paul Capisterre.